# 查建英
査建英（1959年—），中国作家，笔名扎西多。

## 生平
1959年出生于北京。1978年考入北京大学，1981年赴美国南卡罗来纳大学就讀，于1984年获得英语硕士学位。1986年，她在哥伦比亚大学获第二个硕士学位，专业是比较文学。1987年，査建英返回中国，曾为纽约时报北京办事处工作过一段时间。1989年作为纽约时报的记者，深入采访报道六四天安门事件，是当时的知名记者之一。六四事件后查建英返回美国。九十年代，查建英活跃于美国和香港，在香港推广其中文著作，曾称其最喜欢的城市是北京和香港。
1996年，査建英出版非小说类英文著作China Pop；2006年出版《八十年代访谈录》。査建英入选《南方人物周刊》“政右经左工作室”2007年“政右经左版年度百人名单”。
異母之兄知名民主運動人士，中國民主黨創立人查建國。父哲學教授查汝強。